# 拉蒙·柳利大学
拉蒙·柳利大学（IPA：[uniβərsiˈtat rəˈmoɲ ˈʎuʎ]），是西班牙的一所私立綜合大學，总部位於西班牙巴塞隆納。1990年建校。命名取自真福者拉蒙·柳利。QS世界大學排名中名列541-550之間。2018年10月和波士頓學院、上智大學、智利天主教大學等天主教大學簽署為天主教研究型大学战略联盟，地點在葡萄牙天主教大學。

## 历史
1989年10月10日，拉蒙·柳利大学私人基金会在加泰罗尼亚成立。1989年12月29日，基金会主席向加泰罗尼亚政府教育部提交了大学建设项目。在1990年3月1日举行的基金会会议上，拉蒙·柳利大学正式宣告成立。1991年，它获得了加泰罗尼亚政府的官方认证。

## 學院
- ESADE (高等工商管理学院) (1958).
- 拉萨列工程與建築學院(1903).
- IQS (萨里亚化学研究所)(1905) 內含工程機械和商業管理兩學院。
- 布兰克尔纳學院(1948).
- 哲學院 (1864).
- Pere Tarrés 社會科學院(1998).
- 埃布罗天文研究所(1904).
- 维达尔巴拉克學院 (1964).
- 博尔哈生物伦理学院(1974).
- ESDi高等设计学院(1989).

## 三聯學位
與輔仁大學、舊金山大學共辦三聯在職碩士學位(MGEM)，英國金融時報連續四年評比為全球百大管理碩士，2018年更評為44名。QS世界大學排名也將MGEM評為47名。

## 參照引用
1. ↑  . Vatican News.   [2024-04-25]. （原始内容存档于2024-08-06）.
2. ↑  .   [2018-12-21]. （原始内容存档于2022-05-21）.
3. ↑  Strategic Alliance of Catholic Research Universities-BC NEWS
4. ↑  .   [2018-12-21]. （原始内容存档于2020-10-31）.
5. ↑  . BOE. 1991-06-06, (135): 18461  [2019-09-10]. （原始内容存档于2020-09-27） （西班牙语）.
6. ↑  .   [2018-12-21]. （原始内容存档于2020-08-05）.

## 外部連結
- 官方网站 （页面存档备份，存于）